# Csengőd
Csengőd est un village et une commune du comitat de Bács-Kiskun en Hongrie. Sa population s'élève à 2 176 habitants au 1er janvier 2009.